# Służba przygotowawcza w PSP
Służba przygotowawcza w Państwowej Straży Pożarnej - okres służby przygotowawczej jest przeznaczony dla osób podejmujących po raz pierwszy pracę w Państwowej Straży Pożarnej jako funkcjonariusz pożarnictwa. 
Ma ona na celu praktyczne i teoretyczne przygotowanie takich osób do wykonywania podstawowych zadań strażaka PSP poprzez ukończenie w tym czasie kursu szeregowych PSP oraz szkolenia uzupełniającego strażaka jednostki ochrony przeciwpożarowej, uprawniającego do wykonywania zadań na stanowiskach podoficerskich w Państwowej Straży Pożarnej. Służba przygotowawcza strażaka PSP trwa 3 lata, po tym okresie strażak zostaje mianowany w służbie stałej.